# 伊勢畑村
伊勢畑村（いせはたむら）は茨城県東茨城郡にかつて存在した村である。

## 地理
- 旧御前山村の南部、現在の常陸大宮市の南西部に位置する。
- 村の北部には那珂川が流れている。
- 村域の大半は山地で平地はほとんどない。

## 歴史

### 村域の変遷
- 1889年（明治22年）4月1日 - 町村制施行により、上伊勢畑村・下伊勢畑村・檜山村が合併し東茨城郡伊勢畑村が発足。
- 1955年（昭和30年）2月11日 - 那珂郡野口村と合併し東茨城郡御前山村が発足。同日伊勢畑村廃止。

変遷表
| 1868年 以前 | 1868年 以前 | 明治22年 4月1日 | 昭和30年 2月11日 | 平成16年 10月16日 | 現在       |
| ----------- | ----------- | --------------- | ---------------- | ----------------- | ---------- |
|             | 上伊勢畑村  | 伊勢畑村        | 御前山村         | 大宮町 に編入     | 常陸大宮市 |
|             | 下伊勢畑村  | 伊勢畑村        | 御前山村         | 大宮町 に編入     | 常陸大宮市 |
|             | 檜山村      | 伊勢畑村        | 御前山村         | 大宮町 に編入     | 常陸大宮市 |

## 人口・世帯

### 人口
総数 [単位： 人]
| 1889年（明治22年） | 1,239 |
| 1891年（明治24年） | 1,568 |
| 1920年（大正 9年） | 1,622 |
| 1935年（昭和10年） | 1,681 |
| 1950年（昭和25年） | 1,989 |

### 世帯
総数 [単位： 世帯]
| 1920年（大正 9年） | 329 |
| 1935年（昭和10年） | 343 |
| 1950年（昭和25年） | 353 |